# Lisbeth L. Petersen
Lisbeth Beate Lindenskov Petersen (Tórshavn, 1939. február 28. – Tórshavn, 2024. augusztus 7.) feröeri politikus, a Sambandsflokkurin tagja és elnöke (2001–2004).

## Pályafutása
1955-ben Dániába ment tanulni, ott érettségizett 1958-ban. 1959-ben elkezdte a kereskedelmi főiskolát Koppenhágában, és közben a SAS-nál dolgozott, de egy év után megismerte későbbi férjét és hazatért Feröerre, ahol 1960-ban összeházasodtak. Ezt követően háztartásbeli volt, majd 1977-1979 és 1989-1992 között a Føroya Fornminnissavnnál dolgozott.
Az 1970-es években egyre nagyobb szerepet vállalt a politikai életben, ahol ebben az időben kezdett megjelenni a nők részvétele. 1979-1983 között évente „női parlamentet” rendeztek, hogy felkészítsék a politikai szerepvállalás iránt érdeklődő nőket.
1984-2000-ig Tórshavn község tanácsának tagja, 1993-1996 között a főváros polgármestere volt. Előbbi szerepében ő lett a párt történetének első megválasztott női politikusa, míg a főváros polgármesterei közül is első nőként töltötte be a posztot.
1990-ben választották a Løgting tagjává a Sambandsflokkurin színeiben. 2001-ben a párt elnöke lett; ezt a posztot 2004-ig töltötte be. Ugyanebben az időszakban ő volt a Sambandsflokkurin frakcióvezetője is. A Folketingben 1988 őszén helyettes képviselő volt, majd 2001-ben képviselővé választották.
1995-ben a Dannebrog-rend lovagjává ütötték.

## Magánélete
Szülei Rachel szül. Fonsdal Vestmannából és Georg Lindenskov Samuelsen lapszerkesztő (több mint 50 évig a Dimmalætting szerkesztője) Tórshavnból. Apai nagyapja, Andrass Samuelsen szintén a Sambandsflokkurin vezetője volt, és 1948 után Feröer első miniszterelnöke. Férje, a signabøuri származású Jákup Petersen 2001-ben elhunyt; két gyermekük van. Haláláig Tórshavnban élt.